# Crunomys fallax
Crunomys fallax är en däggdjursart som beskrevs av Thomas 1897. Crunomys fallax ingår i släktet Crunomys och familjen råttdjur. IUCN kategoriserar arten globalt som otillräckligt studerad. Inga underarter finns listade i Catalogue of Life.
Arten är bara känd från en mindre region på Luzon som tillhör Filippinerna. Fyndplatsen ligger cirka 300 meter över havet. Troligen utgörs habitatet av skogar.
Arten blir i genomsnitt 185 mm lång (med svans), svanslängden är cirka 79 mm, bakfötterna är ungefär 23 mm långa och öronen 10 mm stora. Ovansidan är täckt av grov och lite taggig päls som har en gråbrun färg. På undersidan förekommer ljusgrå päls. Hos liknande gnagare som förekommer i samma region är antingen svansen längre (Soricomys musseri) eller ögonen större (släktet Apomys).